# Gorasdo de Praga
São Gorasdo de Praga (em tcheco/checo: Gorazd; Hrubá Vrbka, 26 de maio de 1879 – Praga, 4 de setembro de 1942), nascido Matěj Pavlík, foi um bispo missionário ortodoxo tcheco. Por sua morte violenta pelas autoridades nazistas, é venerado como mártir pela Igreja Ortodoxa.

## Biografia
Matěj Pavlík nasceu em 26 de maio de 1879 em Hrubá Vrbka, vilarejo moraviano então pertencente ao Império Austro-Húngaro, numa família católica. Chegou a estudar teologia na Universidade de Olomouc, tornando-se presbítero católico, apesar de seu interesse no cristianismo oriental, fomentado por uma fascinação pelas missões cirilometodianas e visitas a Kiev. Com o fim do Império Austro-Húngaro e a liberdade religiosa que se seguiu na Tchecoslováquia, muitos cidadãos buscaram outras denominações, dentre as quais a Igreja Ortodoxa Sérvia, que recebeu um grande grupo de tchecos liderados por Matěj. Matěj foi tutorado por São Dositeu de Zagreb, que futuramente também foi canonizado, e tornou-se arquimandrita ortodoxo, tomando votos monásticos e o nome de São Gorasdo da Morávia. Em 25 de setembro de 1921, Demétrio da Sérvia consagrou Gorasdo como Bispo da Boêmia, Morávia e Silésia após eleição no dia anterior, tendo por coconsagrantes Dositeu, Antônio de Kiev, Barnabé de Escópia e José de Bitola.
Gorasdo ergueu onze paróquias e duas capelas na Boêmia, com ofícios em tcheco, além de seu trabalho semelhante em sua Morávia natal e na Silésia. Além dos tchecos, também pregou para eslovacos e auxiliou no retorno à Ortodoxia de greco-católicos rutenos na Eslováquia e Transcarpátia, então também parte da Tchecoslováquia. Sofreu, por sua atividade missionária, fortes represálias da população católica, que, por persuasão ou violência, buscava parar o trabalho de Gorasdo, ou ao menos trazê-lo ao greco-catolicismo, apesar de Gorasdo ser defendido contra estas investidas por Antonín Cyril Stojan, arcebispo católico latino de Olomouc.
Com a ocupação alemã da Tchecoslováquia, os fiéis foram postos sob os cuidados do Metropolita Serafim de Berlim, da Igreja Ortodoxa Russa Fora da Rússia, em 1938, sob pedidos do próprio Gorasdo, para impedir que as relações com a Iugoslávia obstassem o funcionamento da Igreja Ortodoxa. Após a resistência tchecoslovaca assassinar Reinhard Heydrich em 1942, seus membros se esconderam na Catedral de Santos Cirilo e Metódio em Praga. Ao descobrir isto, Gorasdo pediu que eles se retirassem, a fim de não porem os ortodoxos locais em perigo. Em 18 de junho, contudo, enquanto Gorasdo estava em Berlim para a consagração de Felipe (Gardner) ao episcopado, os nazistas encontraram o esconderijo e executaram sete membros da resistência e prenderam diversos membros da comunidade, incluindo os dois presbíteros da Catedral. Buscando poupar seu rebanho, Gorasdo enviou três cartas à autoridade assumindo responsabilidade e se mostrando disposto a encarar qualquer punição, incluindo a pena de morte. Em 27 de junho, Gorasdo foi preso e torturado até 4 de setembro, quando foi fuzilado com ambos os presbíteros. A Igreja Ortodoxa foi proibida de operar na Tchecoslováquia, e presbíteros foram enviados a campos de concentração. Serafim se recusou a publicar qualquer comunicado condenando as atitudes de Gorasdo.

## Veneração

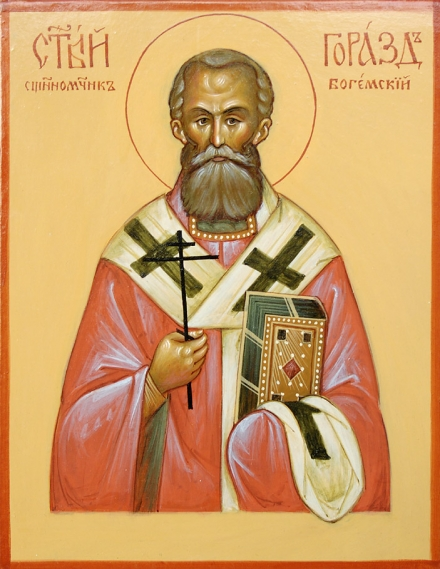
Ícone de São Gorado

Em 17 de maio de 1961, a Igreja Ortodoxa Sérvia canonizou Gorasdo como neomártir. Em 6 de setembro de 1987, foi canonizado pela Igreja Ortodoxa Tcheca e Eslovaca, então já autocéfala, com cerimônia na Catedral de Santos Cirilo e Metódio. É venerado em 22 de agosto, dia de seu martírio no calendário juliano.